# Ischia di Castro
Ischia di Castro – miejscowość i gmina we Włoszech, w regionie Lacjum, w prowincji Viterbo. W średniowieczu zbudowano tu zamek, a w 1527 roku złupiono je po sacco di Roma. Od 1537 do 1649 istniało składające się z Castro i okolicznych ziem niezależne księstwo Castro, rządzone przez ród Farnese, a wydzielone z Państwa Kościelnego przez Pawła III.
Według danych na rok 2004 gminę zamieszkiwało 2461 osób, 23,7 os./km².